# 西園寺公経

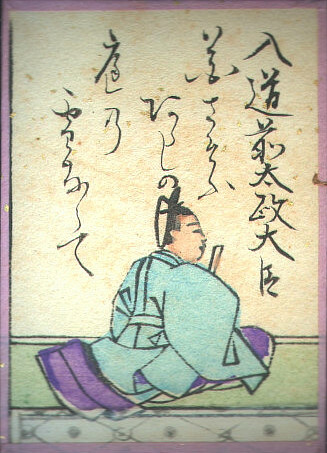
小倉百人一首より

西園寺 公経（さいおんじ きんつね、旧字体：西園寺 公󠄁經）は、平安時代末期から鎌倉時代前期にかけての公卿・歌人。内大臣・藤原実宗の子。官位は従一位・太政大臣。西園寺家の実質的な祖とされている。
鎌倉幕府4代将軍藤原頼経・関白二条良実・後嵯峨天皇の中宮姞子の祖父、四条天皇・後深草天皇・亀山天皇・5代将軍藤原頼嗣の曽祖父となった稀有な人物である。また、姉は藤原定家の後妻で、定家の義弟でもある。小倉百人一首では入道前太政大臣。

## 経歴
治承3年（1179年）に従五位上、養和元年（1181年）に侍従、寿永2年（1183年）に正五位下、文治元年（1185年）に越前権介、左少将、同2年（1186年）に備前介、同3年（1187年）に従四位下、同5年（1189年）に讚岐権介、建久元年（1190年）に正四位下、同4年（1193年）に左中将、同7年（1196年）に蔵人頭と陞進。同9年（1198年）、従三位参議に就き公卿に列する。正治2年（1200年）に兼越前権守、建仁元年（1201年）に正三位、同2年（1202年）に権中納言、同3年（1203年）に従二位、右衛門督、左衛門督、元久3年（1206年）に中納言、建永2年（1207年）に正二位権大納言、承元5年（1211年）に兼中宮大夫（同年辞す）、建保6年（1218年）に大納言となり、東宮大夫を兼ねる。
源頼朝の姉妹・坊門姫とその夫一条能保の間にできた全子を妻としていたこと、また自身も頼朝が厚遇した平頼盛の曽孫であることから、鎌倉幕府とは親しく、承久元年（1219年）に3代将軍・実朝が暗殺された後は、外孫にあたる三寅（九条頼経）を将軍後継者として下向させる運動の中心人物となった。同年右大将、右馬寮御監。同3年（1221年）、承久の乱の際には後鳥羽上皇によって幽閉されるが、事前に乱の情報を幕府に知らせその勝利に貢献した。乱後は、幕府との結びつきを強め、内大臣（51歳）、貞応元年（1222年）に太政大臣、翌貞応2年（1223年）には従一位に陞進し（同年太政大臣辞任）、婿の九条道家と共に朝廷の実権を握った。また、関東申次に就任して幕府と朝廷との間の調整にも力を尽くした。
道家の外孫である四条天皇が仁治3年（1242年）に崩御すると皇位継承の問題が持ち上がり、道家らは順徳上皇の皇子である忠成王を擁立しようとしたが、幕府は承久の乱の関係者である順徳の皇子の擁立には反対し、乱に消極的だった土御門上皇の皇子の邦仁王の擁立を支持した。公経はこの状況を見て、直ちに縁戚の四条隆親の邸宅に邦仁王を迎えて後嵯峨天皇として践祚させた（仁治三年の政変）。政務や人事の方針を巡って道家と不仲になったが、道家の娘婿の関白近衛兼経を辞任させて、道家と不和で公経が養育していた道家の次男の二条良実をその後の摂関に据えるなど朝廷人事を思いのままに操った。さらに孫娘（嫡男実氏の娘）の西園寺姞子を後嵯峨天皇の中宮とし、寛元元年（1243年）には姞子所生の久仁親王（後の後深草天皇）を皇太子とした。以後、西園寺家から中宮を出す慣例の先駆となると共に、持明院統（後深草天皇の系譜）が幕府と近い関係を持つきっかけとなった。
寛元2年（1244年）8月29日に薨御。享年74。
多くの荘園や宋との貿易による莫大な収入で豪華奢侈を極め、処世は卓越していたが、幕府に追従して保身と我欲の充足に汲々とした奸物と評されることも多く 、その死に臨んで平経高も「世の奸臣」と日記に記している。
なお、「西園寺」の家名はこの藤原公経が現在の鹿苑寺（金閣寺）の辺りに西園寺を建立したことによる。公経の後、西園寺家は鎌倉時代を通じて関東申次となった。

## 和歌
『新勅撰和歌集』に選ばれた以下の一首が『小倉百人一首』にも選ばれ広く知られている。
- 花さそふ嵐の庭のゆきならでふりゆくものは我が身なりけり

## 系譜
- 父：藤原実宗 (1145-1214)
- 母：持明院基家の女 (?-1216)
- 妻：一条全子 (?-1227) - 一条能保娘
  - 女子：西園寺掄子[注釈 3] (1192-1252) - 九条道家正室、九条教実・二条良実・藤原頼経・一条実経母、従一位准三后
  - 男子：西園寺実氏 (1194-1269)
  - 女子 (?-1227) [5]
- 妻：僧範雅の女
  - 男子：一条実有[注釈 4](1203[注釈 5]-1260) - 清水谷家
- 妻：平親宗の女
  - 男子：洞院実雄 (1219-1273)
- 妻：白拍子某 - 実材母。もと平親清妾
  - 四男：四辻実藤 (1227-1298)
  - 五男：西園寺実材 (1229-1267)
  - 女子：西園寺成子（大納言二位局） - 後深草天皇妃
- 妻：源雅頼の娘
- 生母不明の子女
  - 男子：実意
  - 男子：実助
  - 男子：尊恵
  - 男子：道融 (1224-1281)
  - 男子：実顕
  - 男子：行安
  - 男子：慈助
  - 男子：実勝[6]
  - 女子：三条実親室 (?-1235)
  - 女子：西園寺嘉子 - 九条教実室、従三位
  - 女子：西園寺公子（大納言三位局） - 後嵯峨天皇妃